# Somali (kattenras)
De somali is een elegant gebouwde kat met een geticked cyper halflanghaar vacht. Het is het dochterras van de abessijn.

## Herkomst
Het moederras van de somali, de abessijn, wordt al meer dan honderd jaar gefokt. Begonnen als ras in Engeland verspreidde deze zich al spoedig over geheel Europa en Amerika. De herkomst van de abessijn was een mix van gespikkelde cyper (Engels: ticked tabby) katten, vaak van onduidelijke en diverse Oriëntaalse origine, gemengd met huiskatten. Dit feit is er indirect verantwoordelijk voor geweest dat in de jaren zestig van de twintigste eeuw er uit bepaalde combinaties in Engeland maar ook elders langharige kittens geboren werden. De erkenning van deze  "langharige abessijn", wat de somali in wezen is, was niet eenvoudig. Sommige fokkers schaamden zich voor de langhaartjes in hun nestje en waren bang dat het uit zou komen dat hun dieren de recessieve langhaarfactor droegen die toch niet bij de abessijn hoorde. Anderen dachten dat er mogelijk geknoeid was met stambomen en dat er daarom opeens langhaar resulteerde. Naar later bleek was de herkomst van het gen voor langhaar gewoon al heel vroeg te traceren. Stamboomonderzoek bracht aan het licht dat in de jaren dertig van de twintigste eeuw, maar ook vlak na de Tweede Wereldoorlog in Engeland er enkele langharige huiskatten en ook een pers "ingeslopen" waren en wanneer verre afstammelingen van deze dieren later weer met elkaar gekruist werden, de eigenschap voor langhaar er weer uitkwam.

## Fokkerij

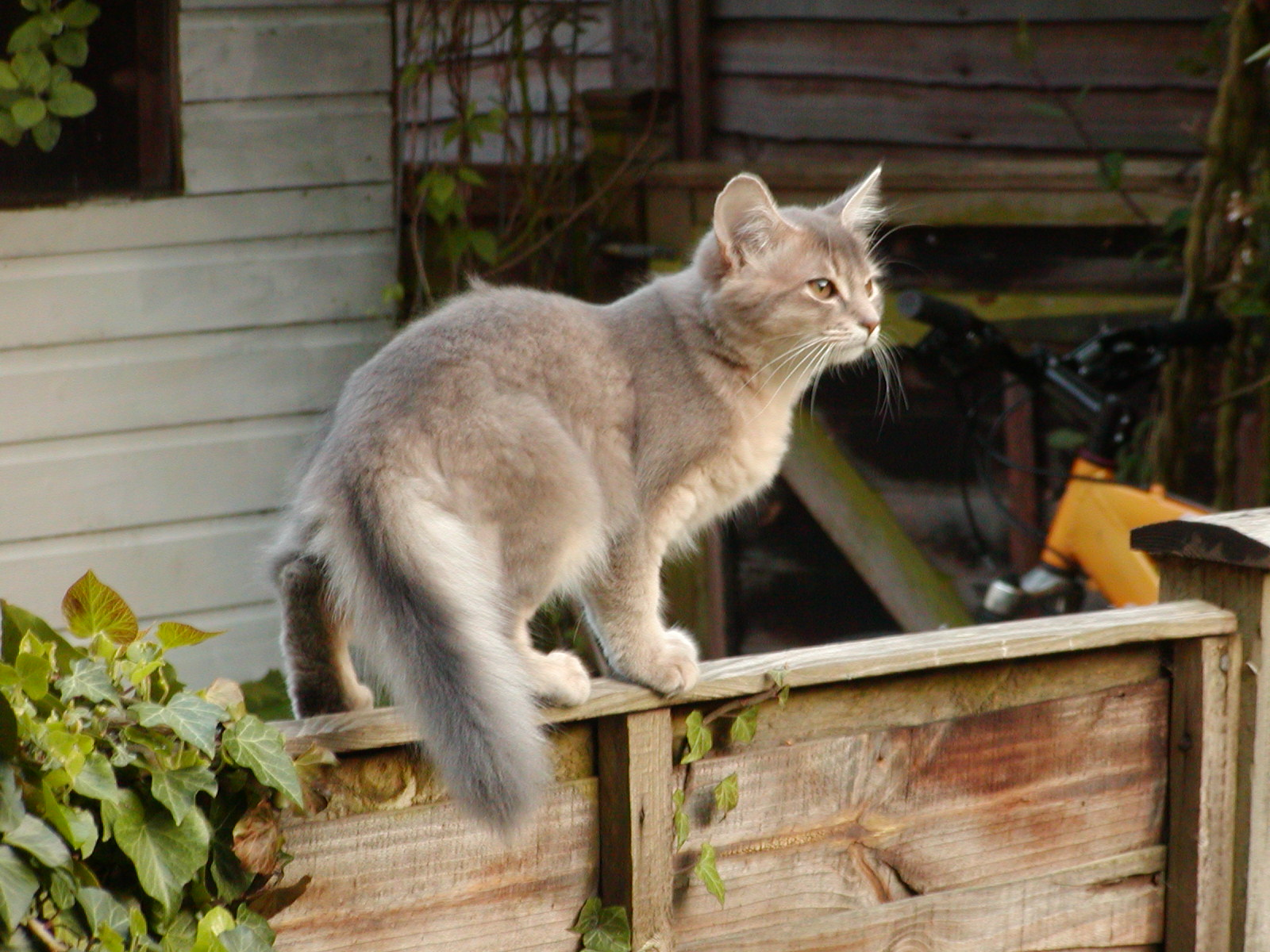
Blauwe kitten 3 maanden

Een aantal liefhebbers, vooral in de Verenigde Staten maar ook in Australië, begonnen al in de jaren zestig deze langhaar abessijnen te fokken. Vanwege de weerstand onder abessijnen liefhebbers die vonden dat hun ras korthaar was, werd er gekozen voor een andere naam. Omdat Somalië dicht bij het land ligt waarnaar ooit de abessijn genoemd was, Abessinië (het huidige Ethiopië), koos men dat land om de langhaar abessijn zijn eigen rasnaam te geven. De eerste somali’s die werden geïmporteerd in Europa, kwamen naar Duitsland en Nederland in de jaren zeventig en stamden uit het Amerikaanse fokprogramma. In de jaren tachtig werden overal wereldwijd de somali’s erkend en werd de rasstandaard opgesteld die eigenlijk op het hoofdstuk van de vacht na gelijk is aan die van het ouderras, de abessijn. In de begintijd werden er veel kruisingen gemaakt met abessijnen om de rasbasis te verbreden. Dergelijke kittens zijn zelf korthaar, maar dragen de erfelijke eigenschap voor langhaar. Indien zo’n dier gekruist wordt met een langhaar komen er in de tweede generatie weer langhaartjes uit. Tot op de dag van vandaag is de abessijn nog steeds een mogelijkheid om de basis te blijven verbreden, hoewel er door de toegenomen populariteit van de somali nu veel verschillende foklijnen aanwezig zijn en ook combinaties somali x somali normaal zijn. De eerste generatie kortharige kittens uit een somali x abessijnkruising wordt wel geregistreerd en tentoongesteld als abessijn, maar wordt altijd gebruikt om in de tweede generatie weer somali’s uit te fokken. Het is immers niet de bedoeling dat het langhaar-gen in het abessijnenbestand terugkomt. Twee somali’s met elkaar gekruist leveren geen abessijntjes meer op. Aangezien het langhaar-gen bij de kat recessief vererft, is elke somali fokzuiver voor die eigenschap. De eerste kleuren waarin de somali gefokt werd waren de twee “klassieke” abessijn-kleurslagen wildkleur (zwartgeticked cyper) en sorrel (kaneelgeticked cyper). Later zijn er door inkruising van abessijnen in andere kleurslagen ook kleuren als blauw en zandkleur (Engels: fawn) en de diverse versies in de zilveruitvoering ontstaan. Tevens houden sommige mensen zich bezig met geslachtgebonden rode, crème en tortie kleuren en de nieuwste, chocolade en lila.

## Karakter

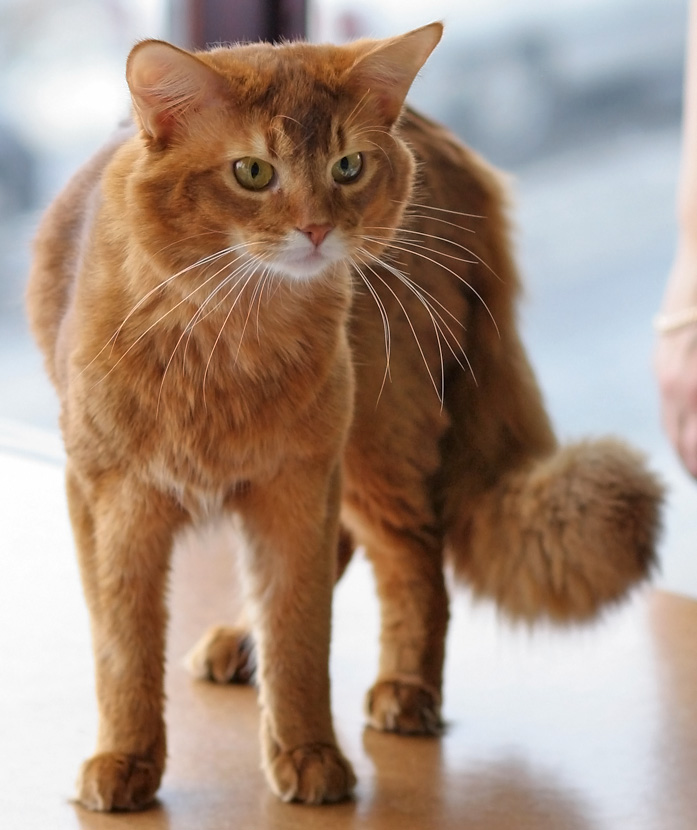
Sorrel (kaneel)

Net als de abessijn is de somali nooit een echte modekat geworden. Het uiterlijk en het karakter appelleren aan een klein publiek dat valt op de combinatie van een elegant uiterlijk en een actief karakter. De meeste mensen die met somali’s fokken hebben slechts een kleine groep in huis. Dit omdat het ras vrij veel aandacht vraagt en zich niet op zijn gemak voelt in een te grote groep. Somali’s zijn intelligente dieren die betrokken willen zijn bij alles wat er in huis gebeurt. Ze zijn zeer op mensen gericht en willen een hechte band met hun eigenaar. Het zijn geen echte schootkatten, maar waar je bent of wat je ook aan het doen bent is ook je somali aanwezig om zich ertegenaan te bemoeien! Dat betekent een eigenaar die daar tegen kan en die zo'n band apprecieert. Een somali ziet zijn eigenaren als "maatjes" waar je samen dingen mee onderneemt. Het zijn kieskeurige gevoelige dieren die zich niet op hun plaats voelen in een te grote groep, maar er ook niet tegen kunnen om als enig huisdier in een huis te wonen waar de eigenaren de hele dag werken. De somali is een actieve aanhankelijke en soms wat veeleisende kat voor mensen die de combinatie van subtiliteit, gevoeligheid, activiteit, affectie en intelligentie waarderen.

## Uiterlijk

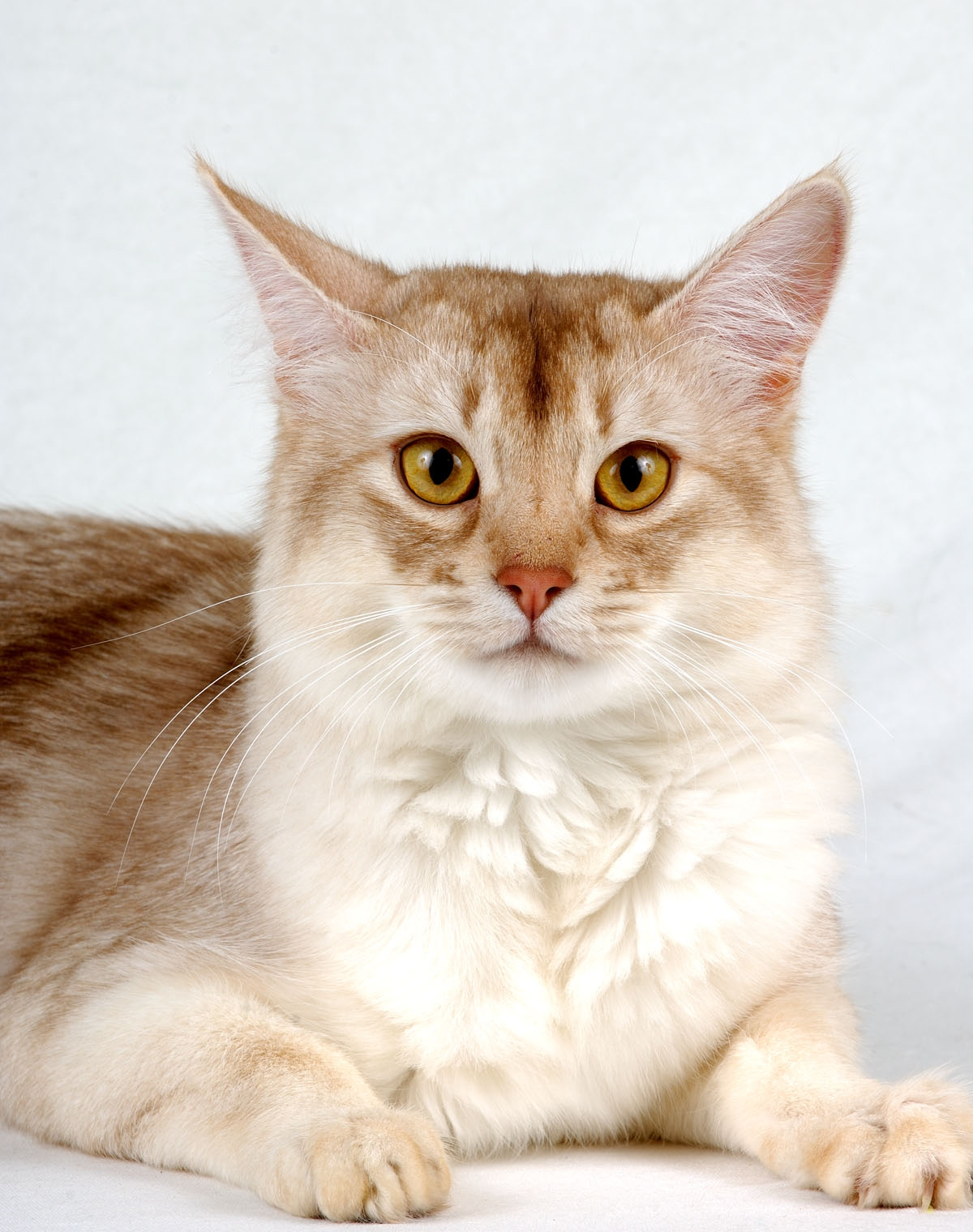
Sorrel (kaneel)-zilveren kater

Het beeld van de somali is een kleurrijke kat met een duidelijk kenmerkend gespikkeld cyperpatroon. De kat is gemiddeld van grootte. De somali is elegant maar gespierd van bouw en  vertoont een actieve en alerte uitstraling. De kop vormt een gematigde licht geronde wigvorm met afgeronde contouren. De neuslijn is glooiend en tussen de oren is veel ruimte. De kop gaat over in een elegante nek. De voorsnoet is noch puntig noch vierkant. De kin dient stevig te zijn met een sluitend gebit. De oren zijn alert, groot en gematigd puntig en staan open. De ogen zijn amandelvormig, groot en stralend en expressievol. Ze kunnen van goudkleurig tot groen zijn. De ogen zijn omrand door een fijne donkere lijn, omcirkeld door een lichter gekleurd gebied. Het lichaam is gemiddeld van lengte, elegant en stijlvol, maar goed gespierd en stevig zonder grof te zijn. De lichaamsbouw van de somali zit tussen de twee extremen van gedrongen en uiterst elegant in. Het complete lichaam dient een harmonieuze balans te bezitten. De poten zijn elegant en fijngebouwd. De voetjes zijn klein, ovaal en compact. De somali geeft de indruk hoog op de poten te staan. De staart is stevig aan de aanzet, gemiddeld van lengte en door het lange haar is de staart bossig en eindigt in een brede pluim.

## Vacht en patroon

Schematische weergave van een agoeti-haar

De vacht is zacht, zijdeachtig en gemiddeld van lengte. Hij geeft mee als er over geaaid wordt en glanst. De lengte is gemiddeld variërend over het lichaam, wat korter op de schouderbladen maar met een mooie ontwikkelde kraag en een “broek” aan en ook tussen de tenen zitten lange haren. Elk haar kent de kenmerkende agoeti-bandjes aan het eind – liefst meer dan 3 per haar. Deze agoeti-bandjes zorgen voor het gespikkelde cyper-patroon wanneer men er van een afstand naar kijkt. Het gespikkelde patroon (Engels: ticking) dient evenwichtig verdeeld te zijn over het lichaam. De donkere agoeti-bandjes op de haarpunten contrasteren met de lichtergekleurde delen op de haarbasis. De kleur van de ondervacht dient helder en eenkleurig tot op de wortel te zijn. Een diep warme grondkleur (bij de zilvers stralend zilverwit) wordt geprefereerd, maar dient niet ten koste te gaan van het gespikkelde cyper-patroon. Enige donkerder beschaduwing op de ruglijn is toegestaan. Kleurfouten zijn een wit medaillonnetje (vlekje op de borst), cyper strepen op de poten, gesloten halsbandringen rond de nek of ringen op de staart, een koude kleur of grijze ondervacht. Het karakteristieke M-patroon van de cyper-aftekening mag wel aanwezig zijn op het voorhoofd. De somali wordt gefokt in verschillende kleurslagen. De basiskleur, en dus de kleurbenaming, is steeds te vinden op de haarpunten (het gespikkelde patroon), de ondervacht bezit een lichtere tint. De zilveren variëteiten bezitten dezelfde basiskleuren, maar dan liggend op een zilverwitte ondervacht in plaats van een warme lichte tint.

## Verzorging en onderhoud
De somali vereist betrekkelijk weinig dagelijks onderhoud. Een borstelbeurt af en toe met een zachte borstel om de dode haren te verwijderen is voldoende. De halflanghaarvacht klit weinig, maar let wel op klitplekjes in liezen en als de kat in de winter in volle vacht is ook bij de "broek" aan de achterpoten. Let ook regelmatig op het gebit - sommige somali’s hebben een aanleg voor tandsteenvorming en tandvleesproblemen en hierbij is tijdig voorkomen en het gebit goed laten schoonmaken door de dierenarts bij de jaarlijkse controle essentieel.

## Gezondheid

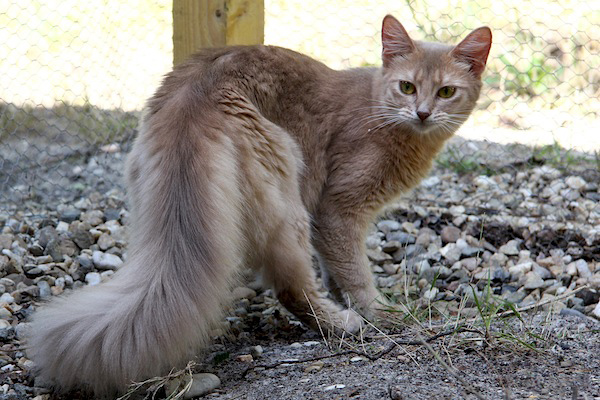
Lila

De meeste somalis zijn gezonde, sterke dieren. Het ras wordt gemiddeld zo'n 12 tot 15 jaar oud. Omdat er wel een aantal erfelijke problemen kunnen voorkomen, verdient het aanbeveling enkel een kitten aan te schaffen bij een serieuze liefhebberfokker die zijn fokdieren hierop preventief heeft laten onderzoeken. Het gaat hier onder meer om progressieve retina-atrofie (PRA) (een erfelijke aandoening die uiteindelijk tot blindheid leidt), amyloïdose (een op termijn dodelijke eiwitafzetting op vitale organen), een Pyruvaat kinase deficiëntie (PKDef) waarop via DNA getest kan worden en patella luxatie (PL) (loszittende knieschijven). Een serieuze fokker verkoopt enkel kittens uit ouderdieren die een oogspiegeltest (ter uitsluiting van lijderschap) voor PRA ondergaan hebben, die uit PKDef geteste ouders komen, die de knietjes hebben laten nakijken door de dierenarts en die met behulp van stamboomscreening lijnen met een verhoogd risico op amyloïdose in de afstamming uitsluiten voor de fok. Uiteraard kunt u het beste vertrouwd een kitten aanschaffen via de kittenbemiddeling van een van de rasverenigingen.

## Basisgegevens

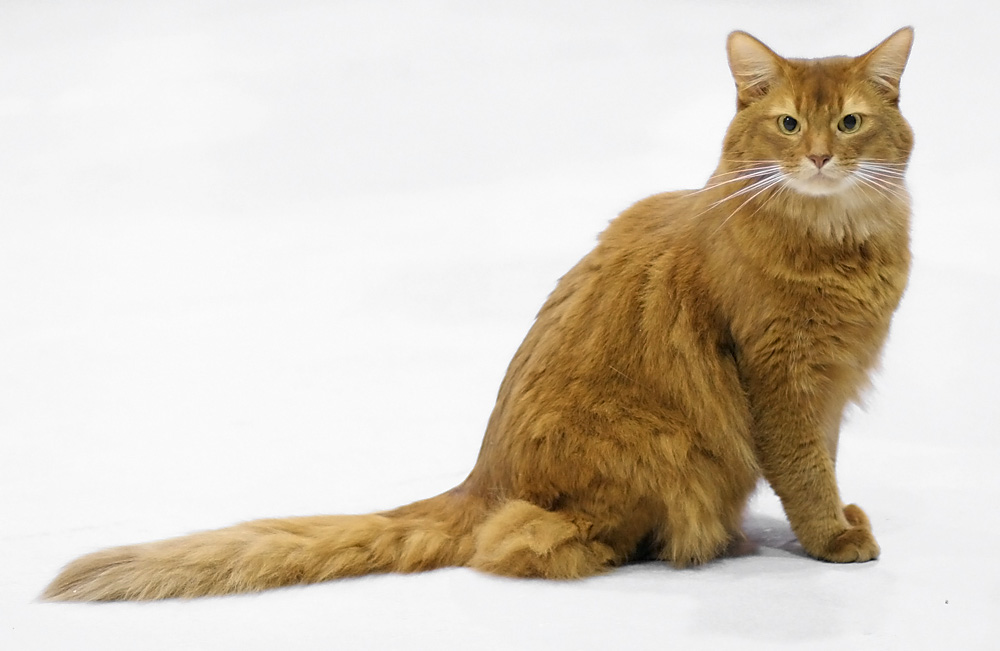
Sorrel (kaneel)

- Ontstaan: uit de abessijn waarvan sommige kittens langharig waren.
- Gewicht: 2 ½ - 5 kg.
- Karakter: actief, eigengereid, extravert, zeer gehecht aan eigenaar.
- Kleuren: alle somali’s bezitten het typerende Ta-gen dat een gespikkeld cyper (Engels: ticked tabby)-patroon veroorzaakt. De "wildkleur" (zwart) en "sorrel" (kaneel, Engels: cinnamon) zijn de klassieke kleuren. Ook zijn er blauwe en zandkleur (Engels: fawn) versies. Tevens worden er ook op beperkte schaal andere kleuren gefokt: rood, crème, schildpad, chocolade en lila. Al deze tinten worden ook in de zilverversies gefokt.